# Gilbert Schmid
Gilbert Schmid (* 1949 in Ulm) ist ein deutscher römisch-katholischer Theologe und Frauenarzt.

## Leben
Von 1969 bis 1983 studierte er Theologie, Philosophie, Erziehungswissenschaft, Psychologie und Medizin in Tübingen, Rom, Würzburg, Düsseldorf und Zürich. Von 1975 bis 1983 war er Ehe-, Familien- und Lebensberater im Bistum Würzburg. Von 1983 bis 1988 wirkte er als Facharzt für Frauenheilkunde und Geburtshilfe im Elisabeth-Krankenhaus Rheydt und von 1988 bis 1992 als Oberarzt der Frauenklinik. 1992 wurde er Oberarzt der Frauenklinik im Kreiskrankenhaus Ebersberg. Von 1992 bis 1993 war er Oberarzt der gynäkologisch-geburtshilflichen Abteilung in der München Klinik Schwabing.
Von 1993 bis 2001 lehrte er als Professor für Pastoralpsychologie und -soziologie an der Theologischen Fakultät Paderborn, war gleichzeitig Oberarzt an der Frauenklinik im Brüderkrankenhaus St. Josef Paderborn und hatte einen Lehrauftrag für Gynäkologie und Geburtshilfe an der Krankenpflegeschule. Von 1995 bis 1997 hatte er einen Lehrauftrag für Pastoralpsychologie an der Ruhr-Universität Bochum. Von 1999 bis 2001 war er Leiter des Diplom-Aufbaustudienganges Caritaswissenschaft an der Theologischen Fakultät Paderborn.
Von 2001 bis 2014 war er als Facharzt für Frauenheilkunde und Geburtshilfe, Psychotherapeut und Sexualtherapeut in München niedergelassen.
Von 1985 bis 2024 übte er eine Lehrtätigkeit als Dozent für Pastoralpsychologie am überdiözesanen Priesterseminar Burg Lantershofen im Bistum Trier aus.
Seit 2015 ist er nach eigenen Angaben Kulturstadtführer für München.

## Publikationen (Auswahl)
- Lebensberatung durch Publikumszeitschriften, Konkurrenz oder Chance für kirchliche Pastoral? Haag + Herchen, Frankfurt am Main 1979, ISBN 3-88129-204-7 (zugleich Dissertation, Würzburg 1978).
- Sympto-thermale Familienplanung im Umfeld differenzierter Kontrazeption. 1983, OCLC 251587459 (zugleich Dissertation, Würzburg 1984).
- Persönlichkeitsstruktur und Stillverhalten. Eine psychometrische Studie über Merkmalsdifferenzen zwischen Stillenden und Nichtstillenden. Philosophische Dissertation, Zürich 1991.
- Seelische Gesundheit – Kraft zum Menschsein. In: Josef Ernst, Stephan Leimgruber (Hrsg.): Surrexit dominus vere. Die Gegenwart des Auferstandenen in seiner Kirche. Festschrift für Erzbischof Dr. Johannes Joachim Degenhardt. Bonifatius, Paderborn 1995, ISBN 3-87088-882-2, S. 543–558.
- Ambulante und stationäre Krankenbehandlung im Konflikt zwischen Menschlichkeit und Wirtschaftlichkeit – Eine medizin-ethische Herausforderung. In: Heinrich Pompey (Hrsg.): Caritas im Spannungsfeld von Wirtschaftlichkeit und Menschlichkeit (Studien zur Theologie und Praxis der Caritas und Sozialen Pastoral). Echter, Würzburg 1997, ISBN 3-429-01949-4, S. 225–236.
- Caritas im Umfeld prosozialer Aktivität. In: W. Lazewski et al. (Hrsg.): Caritas Christi urget nos. Warschau 2000, S. 121–133.
- Wozu Caritaswissenschaft? In: Josef Ernst (Hrsg.): Theologie aktuell. Bonifatius, Paderborn 2002, ISBN 3-89710-209-9, S. 203–214.
- Seelsorge im Krankenhaus. In: Georg Köhl (Hrsg.): Seelsorge lernen in Studium und Beruf. Paulinus, Trier 2006, ISBN 978-3-7902-0188-8, S. 88–93.
- Pastoralpsychologie. In: Lexikon für Theologie und Kirche. Freiburg 2006. Band 7, S. 1441–1443.
- mit Gabriele Schierz: Altstadtrundgang München. Verstehen, was man sieht. Haag + Herchen, Hanau 2017, ISBN 978-3-89846-776-6.
- als Hrsg. und Autor mit Gabriele Schierz: Pastoralpsychologie – Ein Kompendium: Zum Einstieg in die Seelsorge, das kirchliche Ehrenamt und die Werke der Barmherzigkeit. Bonifatius Verlag, Paderborn 2022, ISBN 978-3-89710-942-1.
- Das Apostolische Glaubensbekenntnis. Kernstück des Christseins. Literareon, München 2025, ISBN 978-3-8316-2471-3.